# حلازين
قرية حلازين هي إحدى القرى التابعة لمركز مرسى مطروح في محافظة مطروح في جمهورية مصر العربية. حسب إحصاءات سنة 2018، بلغ إجمالي السكان في حلازين 806 نسمة، منهم 436 رجل و 370 امرأة.